# Gülçin Tunçok
Gülçin Tunçok (* 1. Januar 1992 in Bursa) ist eine türkische Schauspielerin.

## Leben und Karriere
Tunçok wurde am 1. Oktober 1992 in Bursa geboren. Sie studierte an der Müjdat Gezen Sanat Merkezi. Ihr Debüt gab sie 2009 in der Fernsehserie Adanali. 2010 wurde sie für die Serie Karadağlar gecastet. Von 2014 bis 2017 war sie in der Serie Elif zu sehen. Anschließend spielte Tunçok 2017 in dem Film Cinayet-i Aşk mit.

## Filmografie (Auswahl)
- 2009: Adanalı (Fernsehserie, 9 Episoden)
- 2010: Karadağlar (Fernsehserie 10 Episoden)
- 2014–2017: Elif (Fernsehserie, 257 Episoden)
- 2017: Cinayet-i Aşk (Film)